# US奧爾良
奧連斯體育會（法語：Union Sportive Orléans Loiret Football；法語發音：[ynjɔ̃ spɔʀtiv ɔʀleɑ̃ lwaʀe futbal]），一般稱為奥尔良体育联盟，簡稱US奥尔良（US Orléans），是一支位於奧爾良的法國職業足球會。球隊於1976年成立，現時於法丙作賽。
他們在2013–14球季法丙取得冠軍而獲得升班資格。2014–15年法乙取得第 18 位降班。2015–16球季法丙取得亞軍後升班。